# L'Épiphanie (socken)
L'Épiphanie var en kommun av typen socken (paroisse) i provinsen Québec i Kanada. Den låg i regionen Lanaudière norr om staden Montréal. I september 2017 hölls en folkomröstning om att slå ihop kommunen med grannkommunen Ville de L'Épiphanie, i båda kommunerna röstade en majoritet för sammanslagning. Sammanslagningen genomfördes i maj 2018.